# Championship Manager 2007
Championship Manager 2007 é um jogo da série Championship Manager, produzida pela Eidos Interactive. Neste jogo (estilo manager) você assume o papel de um treinador de futebol e treina a seua equipa (pode escolher qualquer clube das ligas seleccionadas no jogo) sem controlar directamente os seus jogadores como acontece por exemplo em outros títulos de jogos de desporto como Pro Evolution Soccer ou FIFA Football.

## Funcionalidades
Um jogo de manager permite imensas funcionalidades para além de assistir aos encontros da sua equipa. Neste caso concreto você pode seleccionar todas a táctica da sua equipa (desde esquemas banais como 4-4-2 a extravagantes como 4-2-4), escolher as equipas iniciais para o encontro, fazer substituições, definir marcadores de bolas paradas ou dar instruções individuais antes, no intervalo e depois dos jogos. Fora do campo pode ainda contactar os jogadores da sua equipa através do menu Estado, os cada um dos membros da sua equipa lhe conta acerca das suas queixas em relação a algo que está mal ou lhe comunica a sua felicidade sobre determinado assunto. Também pode, claro, manobrar o mercado de transferências e promover/despromover jogadores a partir dos seus Plantéis de Reservas ou de Sub-19. Vamos estudar melhor cada um destes casos.

### Gerir uma equipa
É importantíssimo, para que vença no jogo, que saiba escolher uma táctica indicada (se não estiver satisfeito com as opções disponíveis pode criar uma individual), para que os seus jogadores se sintam à vontade e para que a equipa adversária seja subjugada. Saiba também em que jogadores apostar através dos artibutos fornecidos pelo motor de jogo, que variam entre 1-20 ou 1-100, dependendo da vontade de cada jogador. Escolher os marcadores de lances paradas também é muito importante em Championship Manager 2007, já que aqui grande parte dos golos são obtidos em cantos, grandes penalidades e livres directos. Assim tente escolher para a marcação destas bolas fundamentais não os jogadores geralmente mais capcitados mais sim aqueles com melhores atributos de Remate (no caso dos livres e grandes penalidades) e de Cruzamentos (no caso dos cantos direito/esquerdo).

### Estado - O Moral dos Jogadores
Este menú importantíssimo e realisticamente inovador, foi instalado em Championship Manager 2006 e permite que possa justificar o que está mal para os seus jogadores ou para que tome conhecimento do que está bem com eles. Enquanto que em Championship Manager 2005 você não podia moralizar os seus jogadores insatisfeitos, neste mais recente volume é bastante fácil dar a volta a um jogador que não está contente no clube e que começa a demonstrá-lo nas suas más exibições. Por vezes, quando vende um jogador muito importante para o clube, ou quando critica um jogador após uma exibição de encher o olho, todo o seu plantel se queixa e baixa colectivamente de moral. Nestes casos é difícil de manter todos os jogadores felizes, contudo tente arranjar desculpas convincentes. O moral dos jogadores pode variar entre Fraco, OK, Bom, Muito Bom ou Excelente.

### Mercado de transferências
O mercado de transferências é talvez o mais realístico e fácil de utilizar em qualquer jogo de manager. Não encontra os mesmos defeitos das edições anteriores, onde era bastante difícil contratar um jogador por culpa da sovinice da direcção ou de vender um por falta de interessados nem as facilidades extremas de Football Manager, onde se pode contratar qualquer jogador e obter os preços que se quiser com a venda de um. Mesmo assim, continua a encontrar dilemas no que toca a variações de campeonatos, já que o mesmo jogador pode valer 5M€ na Premier league e apenas 2M€ na Bwinliga. Também existem poucas opções ou nível de cláusulas de rescisão nos contratos dos jogadores e não é fácil melhorar a economia quando não se é Milionário (esta é uma opção que permite ao clube eleito ter por vezes condições financeiras cinco vezes melhores; o senão são as exageradas expectativas da direcção e dos fãs).

### Jogadores jovens
Em Championship Manager 2007 é relativamente fácil obter jogadores jovens e academias cheias de estrelas se se trabalhar desde o início. É essencial manter os seus olheiros a observarem os talentos do seu país, ou então que procure você mesmo por jovens talentosos nos plantéis da Europa e de outros países. O jogo não dispensa mesmo estrelas jovens reconhecidas mundialmente como Alexandre Pato ou Giovanni dos Santos; mas os verdadeiros negócios estão em jogadores de ligas inferiores. Um jogador jovem pode ser obtido em Abordar para assinar desde que aceite a sua proposta, tenha menos de 17 anos e possua orçamento suficiente para fazer render a sua cláusula de rescisão. (No início do jogo o jovem com menos de 17 anos mais valioso é Goran Slavkosvki, do Inter. Se o assinar, terá de pagar uma indeminização no valor da sua cláusula de rescisão actual, que neste caso seria de 3,2M€).Também temos os gêmeos tricolores Fábio e Rafael , cujos são muito valiosos.